# Gare de Gerzat
La gare de Gerzat est une gare ferroviaire française de la ligne de Saint-Germain-des-Fossés à Nîmes-Courbessac, située sur le territoire de la commune de Gerzat, dans le département du Puy-de-Dôme, en région Auvergne-Rhône-Alpes.
C'est une gare de la Société nationale des chemins de fer français (SNCF), desservie par des trains TER Auvergne-Rhône-Alpes.

## Situation ferroviaire
Établie à 330 m d'altitude, la gare de Gerzat est située au point kilométrique (PK) 412,129 de la ligne de Saint-Germain-des-Fossés à Nîmes-Courbessac, entre les gares de Riom - Châtel-Guyon et de Clermont-Ferrand.

## Histoire
La gare figure dans la nomenclature 1911 des gares, stations et haltes, de la Compagnie des chemins de fer de Paris à Lyon et à la Méditerranée, elle porte le nom de Gerzat. Elle porte le no 5 de la section de Moret-Les-Sablons à Nîmes.

## Service des voyageurs

### Accueil
Halte SNCF, c'est un point d'arrêt non géré (PANG) à entrée libre.
Une passerelle permet la traversée des voies et le passage d'un quai à l'autre.

### Desserte
Gerzat est desservie par des trains TER Auvergne-Rhône-Alpes qui effectuent des relations entre les gares de Riom - Châtel-Guyon et de Clermont-Ferrand (tous les trains s'arrêtant à Gerzat desservent ces deux gares)
La desserte de la halte de Gerzat s'est dégradée ces dernières années. En 2011, elle était desservie par 17 trains dans chaque sens. En 2012, ce chiffre est réduit à 12 trains au départ de Clermont-Ferrand et 8 au départ de Gerzat. La dégradation de cette desserte est remise en cause par des usagers qui ont permis à la SNCF de rétablir un arrêt d'un train. L'offre est restée identique en 2013 (malgré la suppression d'un train Gannat - Clermont dans chaque sens, en raison des travaux en gare de Clermont-Ferrand) au début du service 2013 même si un arrêt a été demandé le matin.
Le temps de parcours entre Clermont-Ferrand et Gerzat varie de 6 à 7 minutes.

### Intermodalité
Un abri pour les vélos et un parking pour les véhicules y sont aménagés. À 150 m, l'arrêt « Limagne » est desservi par des bus du réseau des transports en commun de l'agglomération clermontoise (T2C, ligne 20).

## Service des marchandises
Cette gare est ouverte au service du fret (gare gérée à distance pour train massif seulement et desserte d'installations terminales embranchées).